# Yesteryear
"Yesteryear" é o segundo episódio da primeira temporada da série de animação de ficção científica Star Trek: The Animated Series, que foi exibido pela primeira vez em 15 de setembro de 1973 na NBC. O episódio foi escrito pela produtora associada D. C. Fontana e dirigido por Hal Sutherland. Nele, Spock viaja de volta no tempo através do Guardião da Eternidade para impedir sua própria morte durante usa juventude em Vulcano.

## Enredo
Spock retorna de uma viagem no tempo de pesquisa que ele conduziu através do Guardião da Eterninade. Quando ele emerge, ele descobre que com a exceção de Kirk e do historiador Erikson (que o acompanharam na viagem), ninguém abordo da USS Enterprise o reconhece. Spock  fica ainda mais surpreso ao descobrir que um oficial andoriano, o Comandante Thelin, o substituiu como primeiro oficial.
Na nova linha do tempo, a história registrou que Spock morreu aos sete anos de idade durante o teste Kahs-wan, em Vulcano. Entretanto, ele se lembra de ter passado no Kahs-wan, com sua vida tendo sido salva por Selek—um parente adulto—quando uma criatura do deserto o atacou. Percebendo que algo aconteceu, Spock volta no tempo pelo Guardião para salvar seu eu mais jovem da morte. Inicialmente, tudo ocorre bem; Spock assume a identidade de Selek, e é recebido na casa de Sarek e Amanda Grayson. "Selek" viaja para o meio do deserto para encontrar seu eu jovem, salvando-o. Entretanto, I-Chaya—o sehlat de estimação de Spock—foi gravimente ferido. O jovem Spock deve escolher: salvar I-Chaya com remédios e fazê-lo viver em dor, ou deixá-lo morrer com dignidade. Ele escolhe a segunda opção, e I-Chaya morre em paz. Ao fazer essa escolha, Spock dessa forma escolheu o modo vulcano de vida—lógica e controle emocional—e seu eu mais velho, tendo sido bem sucedido em restaurar a história, retorna para o presente.

## Desenvolvimento

### História e roteiro
D. C. Fontana era uma a consultora de histórias da série original de Star Trek, além de roteirista, também atuando como editora de histórias e produtora associada de The Animated Series. Ela disse, "Quando eu entrei neste programa, eu queria fazer pelo menos um roteiro". Sua intenção original com "Yesteryear" era fazer um "volta" à série original. Ela explica, "'Yesteryear' foi o resultado de minhas voltas ao que fizemos na série [original]". Fontana também percebeu que ela queria ter Spock na história, já que ele sempre foi seu personagem favorito e o foco dos episódios que ela havia escrito, como "Journey to Babel" e "This Side of Paradise". Ela estava excitada com a ideia de explorar os anos de formação de Spock, especialmente seus relacionamentos familiares. "Podemos sondar esses personagens", ela relata, "e ver o começo de alguns dos problemas entre Spock e Sarek, os problemas de Amanda na época e o que fez de Spock Spock". Ao mesmo tempo ela criou a trama; uma das questões que Fontana enfrentou—tendo explorado o conflito entre pai e filho em "Journey to Babel"—era, "Como essa relação havia sido antes, por que evoluiu?".
Este episódio é uma sequência de "The City on the Edge of Forever". Na verdade, Fontana explicou que "Yesteryear" veio de "uma lembrança do portal do tempo de 'City on the Edge of Forever' [o Guardião da Eterninade]". Ela continuou a pensar no portal, "Achei que poderíamos usar [o Guardião] como uma viagem legítima, porém com algo acontecendo para Spock ter de voltar a Vulcano e a sua infância". O reuso do Guardião da Eternidade não era apenas uma referência a um dos mais populares e aclamados episódios da série original, mas também minimizava a necessidade de exposição em relação à viagem no tempo. Posteriormente, ela disse que o uso do Guardião da Eternidade foi "um modo ideial de colocar Spock de volta em sua infância, que era a história que eu queria fazer".
Fontana mostrou a história para Gene Roddenberry, que a aprovou. Inspirada por um dos conselhos de Roddenberry no guia dos roteiristas, ela tentou usar a liberdade maior que a animação permitia para poder mostrar aspectos de Vulcano que teriam sido impossíveis de se mostrar na série original, como desertos e a cidade de ShiKahr. A história envolvendo o sehlat não estava presente quando Fontana a mostrou para Roddenberry; "Eu criei aquele ângulo posteriormente", lembra a roteirista. O conceito de Spock ter tido um sehlat de estimação na juventudade era algo já estabelecido, entretanto, a criatura tinha sido apenas mencionada e nunca nomeada. Outra influência para I-Chaya foi um gato que Fontana tinha, chamado Bobby McGee (em homenagem a canção de Janis Joplin).
A eutanásia de I-Chaya incorporava um tema que Fontana estava querendo ensinar aos jovens, "Parecia para mim muitas vezes que as crianças não estavam cientes da morte, quando um bichinho de estimação morre, a criança fica devastada. Os pais têm dificuldades em explicar a situação. E eu queria ter um modo para tocar no assunto". Temendo que as crianças ficassem "chateadas" com a eutanásia, os executivos da NBC queriam que o final do episódio fosse alterado, porém Fontana se recusou e Roddenberry a apoiou. As preocupações da NBC vieram pelo departamento de Padrões e Práticas da emissora, depois da premissa básica ter sido enviada. Anos mais tarde, Fontana refletiu, "Gene disse, 'Confiem em Dorothy, ela consegue'". A NBC seguiu o conselho de Roddenberry, permitindo que o conceito de eutanásia fosse mostrado. Já tendo passado pela experiência de perder um bicho de estimação no passado, ela estava ciente das emoções envolvidas em tal perda, sabendo como tocar na questão de forma delicada e sensível.

### Elenco e áudio
O diálogo deste episódio que foi dito pelo elenco principal de The Animated Series foi gravado enquanto todos os atores estavam juntos (a primeira vez que eles se reuniram após o final da série original). As gravações ocorreram nos estúdios da Filmation em Reseda, Califórnia, em junho de 1973, e também incluiu a gravação dos diálogos de "Beyond the Farthest Star" e "More Tribbles, More Troubles".